# Postępowanie wnioskowe
Postępowanie wnioskowe – uproszczone postępowanie administracyjne wszczynane wyłącznie na żądanie jego uczestnika (wnioskodawcy).
Nie stosuje się do niego wyłączeń z art. 3 Kodeksu postępowania administracyjnego, tak więc obowiązuje także w postępowaniach karno-skarbowych, postępowaniach podatkowych uregulowanych Ordynacją podatkową, postępowaniach należących do właściwości polskich przedstawicielstw dyplomatycznych i urzędów konsularnych, a także w sprawach wynikających z podległości służbowej pracowników organów i jednostek organizacyjnych organów państwowych i innych państwowych jednostek organizacyjnych.
Przedmiotem wniosku mogą być w szczególności sprawy ulepszenia organizacji, wzmocnienia praworządności, usprawnienia pracy i zapobiegania nadużyciom, ochrony własności, lepszego zaspokajania potrzeb ludności.